# Mayfa'a (huyện)
Huyện Mayfa'a là một huyện thuộc tỉnh Shabwah, Yemen. Đến thời điểm năm 2003, huyện này có dân số 41597 người